# Резолюция 270 на Съвета за сигурност на ООН
Резолюция 270 на Съвета за сигурност на ООН е приета на 26 август 1969 г. по повод въздушните атаки, извършени от самолети на военновъздушните сили на Израел, които на 11 август 1969 г. бомбардират шест ливански селища, намиращи се в пограничните области на Южен Ливан с Израел.
Като изказва съжаление относно човешките жертви и материалните щети, причинени от действията на Израел, с Резолюция 270 Съветът за сигурност осъжда въздушните нападения като щателно планирана военна операция на Израел, извършена в грубо нарушение на Устава на ООН и на предишните резолюции на Съвета по въпроса. Резолюцията предупреждава израелската страна, че ако подобни нарушения бъдат повторени, то Съветът ще бъде принуден да се събере, за да обсъди и приеме допълнителни мерки, които да гарантират че в бъдеще такива нападения няма да бъдат повторени.
Резолюция 270 е приета от Съвета за сигурност, без да бъде подложена на гласуване.